# 東京丸 (日本郵船)

東京丸（とうきょうまる）は郵便汽船三菱会社、日本郵船の貨客船。

## 船歴
1885年（明治18年）、郵便汽船三菱会社向けにグラスゴーのNapier, Shanks & Bellで建造。同年9月29日、郵便汽船三菱会社は共同運輸と合併して日本郵船となり、「東京丸」も日本郵船に継承された。
1886年（明治19年）10月から「東京丸」は横浜・上海間の航路に就航した。
日清戦争時、陸軍に徴傭された（1895年1月5日徴傭、同年10月26日解傭）。
1896年（明治29年）、日本郵船はオーストラリア航路を開設し、「東京丸」は同航路に「山城丸」、「近江丸」に次いで第3船として就航した。オーストラリア航路就航船は1898年（明治31年）11月以降順次同航路用に新造された「春日丸」、「二見丸」、「八幡丸」に代わった。
濃霧の中芝罘から天津へ向けて航行中の1900年（明治33年）4月1日午前0時過ぎに「東京丸」は廟島列島長山島の北東端で座礁し、その後沈没した。5名が溺死した。